# Cserna Andor
Cserna Andor (születési neve: Grünfeld Ármin; 1891-ig) (Budapest, 1885. április 24. – Budapest, 1933. március 23.) magyar újságíró, zenekritikus.

## Életpályája
Szülei: Cserna (Grünfeld) Sándor mérnök és Klein Etelka voltak. Népes családban nőtt fel, két nővére és két bátyja volt. Egyetemi tanulmányai után a Zeneakadémia hallgatója lett, Koesslernél tanult zeneszerzést. Kálmán Imre, Jacobi Viktor, Szirmai Albert „tanulótársai” voltak. Pályáját a függetlenségi Egyetértés napilapnál kezdte. Ezután a polgári radikális Világ szerkesztője lett. Dolgozott rendőri riporterként, törvényszéki és tíz éven át parlamenti tudósítóként. 1911-ben alapította és szerkesztette az Auróra című folyóiratot, majd hetilapot, melyet később a „Nyolcak” hivatalos lapjának tituláltak, s amely 1912-ben megszűnt. 1913-tól Az Est szerkesztőségi titkára, 1933-ig zenei rovatvezetője volt. 1919-ben a Magyar Bélyegújság szerkesztőjeként dolgozott. 1927-től a Szöveges Színlap szerkesztője volt. Korán felfigyelt a rádió elterjedésével a széles közönségigényre, s 1929-ben megalapította a Magyarország lap szombat délutánonként megjelenő vasárnapi számának 20 oldalas állandó mellékletét, A Magyarország Rádiója címmel, melyet halála napjáig szerkesztett.
Számos zenei tárgyú könyvet írt és fordított. Tanulmányt írt Richard Strauss Saloméjáról, s ő a szerzője a legelső Parsifal-tanulmánynak is. Összeállította a Wilde-, Beethoven-, France- és Tolsztoj-breviáriumot. Életrajzot írt Romain Rollandról.
Hat hónapi, műtétekkel együtt járó betegség után testvére, Cserna István főorvos, egyetemi tanársegéd gondozása ellenére elhunyt. Feleségét, Juci (Balla Norbertné) leányát és még gimnazista András fiát hagyta árván. Sírja a Farkasréti temetőben található (33/3-1-71). 